# Nicolas J. Cerf
Nicolas Jean Cerf (né en 1965) est un ingénieur en électronique et télécommunications et un physicien belge. Il est professeur de mécanique quantique, de théorie de l'information et d'information quantique à l'Université libre de Bruxelles et membre de l'Académie royale des sciences, des lettres et des beaux-arts de Belgique. Il a obtenu son doctorat à l'Université libre de Bruxelles en 1993, et a été chercheur à l'Université de Paris-Sud et au California Institute of Technology. Il est directeur du service Quantum Information and Communication (QuIC) de l'Université libre de Bruxelles.

## Recherche
Avec Chris Adami, il a défini la version quantique des entropies conditionnelles et mutuelles,, qui sont des notions de base de la théorie de l'information de Shannon, et a découvert que l'information quantique peut être négative (une paire de particules intriquées a été dénommée une paire qubit-antiqubit). Cela a conduit à des résultats importants dans les sciences de l'information quantique, par exemple le « quantum state merging ». Il est surtout connu aujourd'hui pour ses travaux en information quantique à variables continues. Il a introduit une transformation Gaussienne de clonage quantique (voir théorème de non-clonage) et a inventé un protocole de distribution de clé quantique Gaussienne, qui est la contrepartie continue du protocole dit BB84, faisant un lien avec la théorie des canaux gaussiens de Shannon. Cela a mené à la première démonstration expérimentale d'une distribution de clé quantique à variable continue avec des états cohérents de la lumière et de la détection homodyne.

## Prix
Il a reçu le Caltech President's Fund Award en 1997 et le Prix d'excellence Marie Curie en 2006.

## Publications
- N. J. Cerf, G. Leuchs et E. S. Polzik, Quantum information with continuous variables of atoms and light, World Scientific, 2007 (ISBN 978-1-86094-760-5, DOI 10.1142/p489, Bibcode 2007qicv.book.....C)
- C. Weedbrook, S. Pirandola, R. García-Patrón, N. J. Cerf, T. C. Ralph, J. H. Shapiro et S. Lloyd, Gaussian quantum information, Review of Modern Physics, 84, 621-669, 2012 (https://doi.org/10.1103/RevModPhys.84.621)